# Lill-Tjärnmyrtjärnen
Lill-Tjärnmyrtjärnen är en sjö  i den del av Bjurholms kommun som ligger i Västerbotten. Den ingår i Hörnåns huvudavrinningsområde. Sjön har en area på 0,0108 kvadratkilometer och ligger 235,6 meter över havet. Vid provfiske har öring fångats i sjön.

## Delavrinningsområde
Lill-Tjärnmyrtjärnen ingår i det delavrinningsområde (710835-166898) som SMHI kallar för Utloppet av Lill-Tjärnmyrtjärnen. Medelhöjden är 249 meter över havet och ytan är 0,25 kvadratkilometer. Det finns inga avrinningsområden uppströms utan avrinningsområdet är högsta punkten. Vattendraget som avvattnar avrinningsområdet har biflödesordning 3, vilket innebär att vattnet flödar genom totalt 3 vattendrag innan det når havet efter 77 kilometer.